# 대전MBC 즐거운 오후 2시
김주홍, 이수진의 즐거운 오후 2시는 대전MBC 표준FM에서 평일 오후 2시 5분부터 오후 4시까지 방송하는 오락 전문 라디오 프로그램이다.

## DJ
- 김주홍, 이수진

## 같이 보기
- 대전문화방송
- MBC 표준FM
- 박준형, 박영진의 2시만세